# Bouzourou
Bouzourou är en ort i Burkina Faso.   Den ligger i regionen Boucle du Mouhoun, i den centrala delen av landet, 170 km sydväst om huvudstaden Ouagadougou. Bouzourou ligger 278 meter över havet och antalet invånare är 964.
Terrängen runt Bouzourou är platt. Närmaste större samhälle är Laro, 19,7 km sydväst om Bouzourou.
Omgivningarna runt Bouzourou är en mosaik av jordbruksmark och naturlig växtlighet. Runt Bouzourou är det ganska glesbefolkat, med 45 invånare per kvadratkilometer.